# Mitopus dorsalis
Mitopus dorsalis is een hooiwagen uit de familie echte hooiwagens (Phalangiidae).